# Stäketbron (spårtrafik)

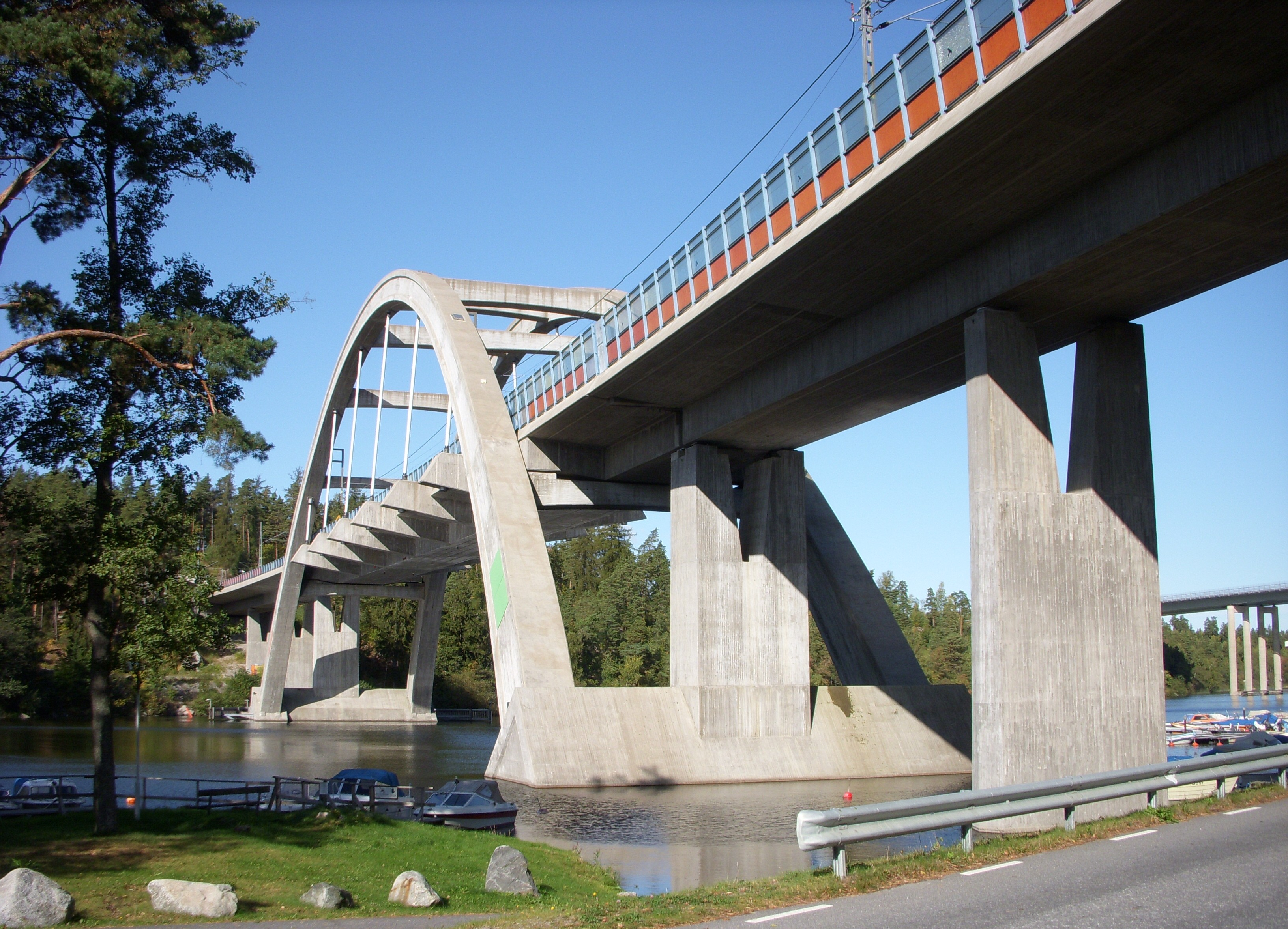
Högbron för Mälarbanan, 2009.

Stäketbron är namnet på flera järnvägs- och vägtrafiksbroar över Stäksundet mellan Upplands-Bro kommun och Järfälla kommun nära kommundelen Stäket. Här beskrivs broarna för järnvägstrafiken. Över sundet finns sedan år 2001 en högbro som ersatte en äldre lågbro från 1876 (numera riven).

## Historik
En järnväg mellan Stockholm och Västerås började tidigt att diskuteras. Den kom ursprungligen till på initiativ av ett privat bolag för att transportera malm från Bergslagen. Det dröjde till 1871 innan arbetena startade. Efter en del ekonomiska problem invigdes den 12 december 1876 Stockholm–Västerås–Bergslagens Järnvägar, SWB, senare SVB, av kung Oskar II. Över Stäketsundet anlades en svängbro.
Vid järnvägsstationen Stäket längs Västeråsbanan stannade tågen från år 1900, då Stäkets stationshus hade uppförts år 1900. Stäkets stationshus byggdes på samma ställe där Stäketfläcken, en stad i Stäket, fanns på 1600-talet. Stäketfläcken eller Stäkets stad existerade från 1625 fram till 1671. Vid Mälarbanans gamla sträckning hade Stäket således en station fram till 1968. När pendeltågstrafiken startade den 12 maj 1968 lades Stäkets station ned. Stationshuset revs 1973, fem år efter stationens nedläggning. Vid Stäkets gamla stationsområde finns idag istället en promenadväg, som följer den gamla banvallen. Intill västra brofästet låg bostaden för brovakten och för pumparen, som såg till att ångloken kunde fylla på sitt vattenförråd. Ångloken användes fram till 1948, då sträckan blev elektrifierad.
I samband med utbyggnaden av Mälarbanan 1990–2001 anlades dubbelspår i en rakare och snabbare sträckning Kallhäll–Bålsta. Då tillkom nuvarande högbro över Stäketsundet cirka 200 meter norr om den gamla svängbron. Det är en bågbro av betong, cirka 200 meter lång och med en segelfri höjd mellan 16 och 18 meter, ritad av bro- och landskapsarkitekt Inger Berglund, Falun. Den gamla svängbron revs samtidigt då den nya stod färdig. Idag är bara brofästen kvar, som under 2022 revs för ett nytt brobygge.

## Bilder

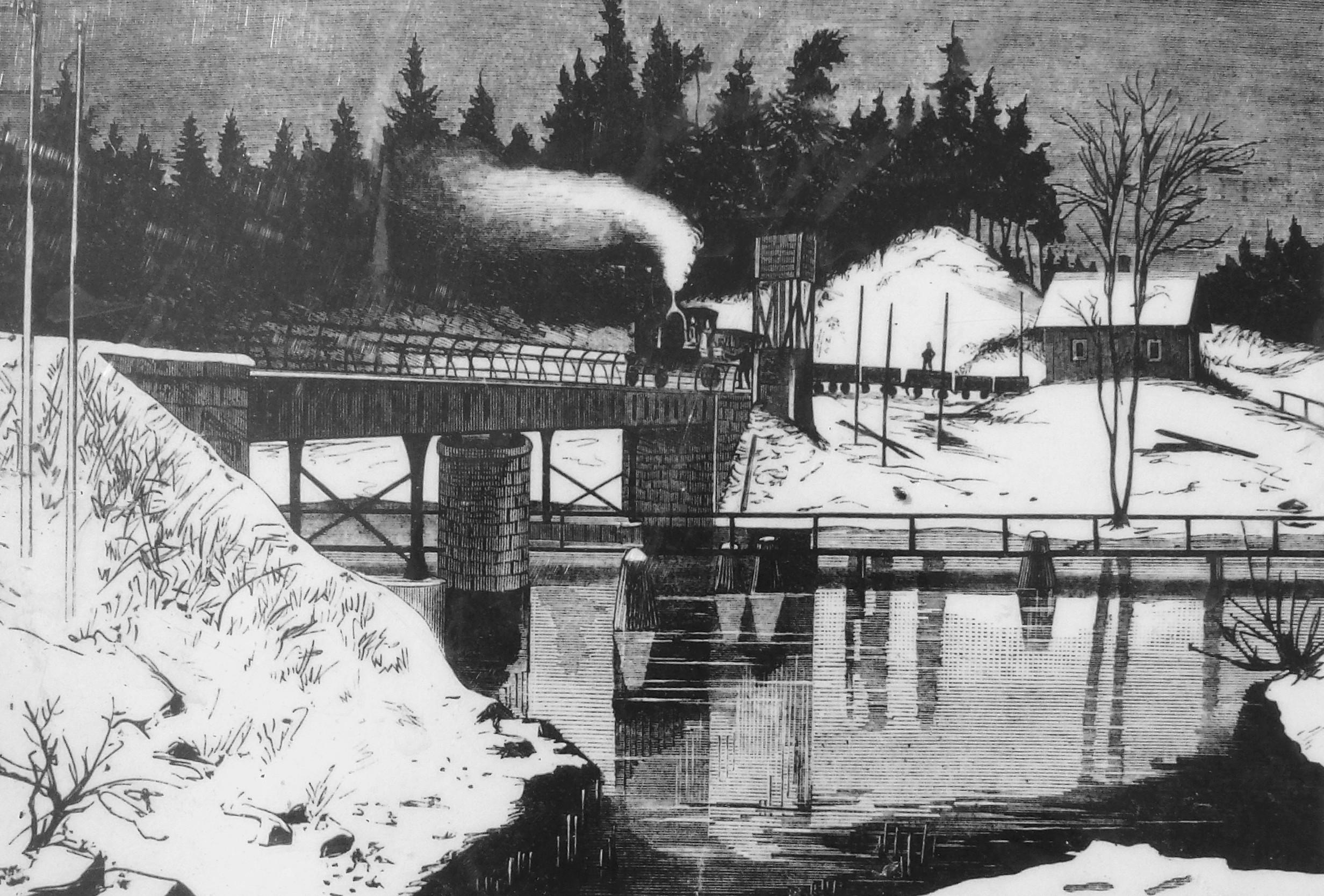
Järnvägsbron 1876, i bakgrunden syns brovaktarens bostad
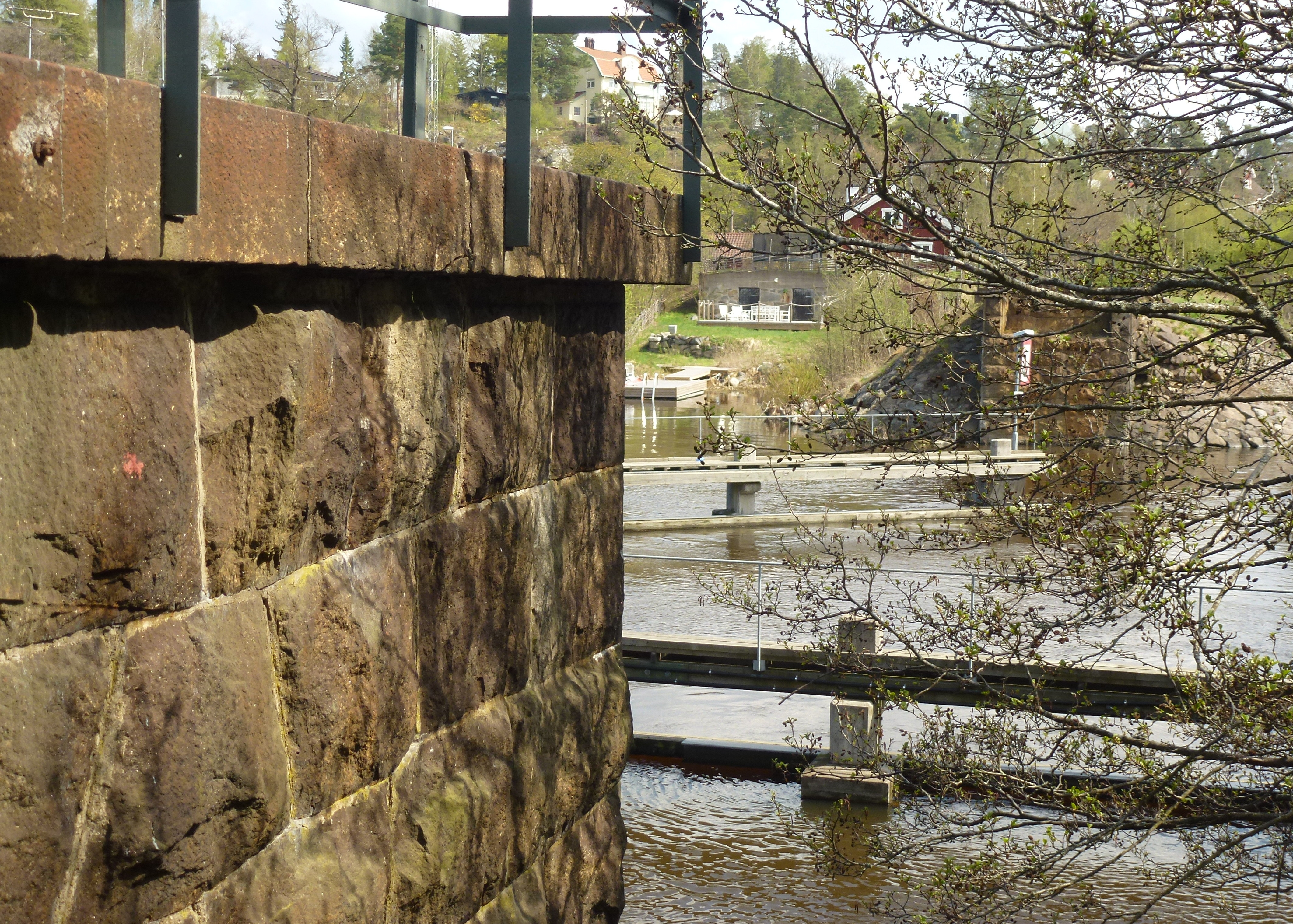
Gamla järnvägsbron (västra brofästet)
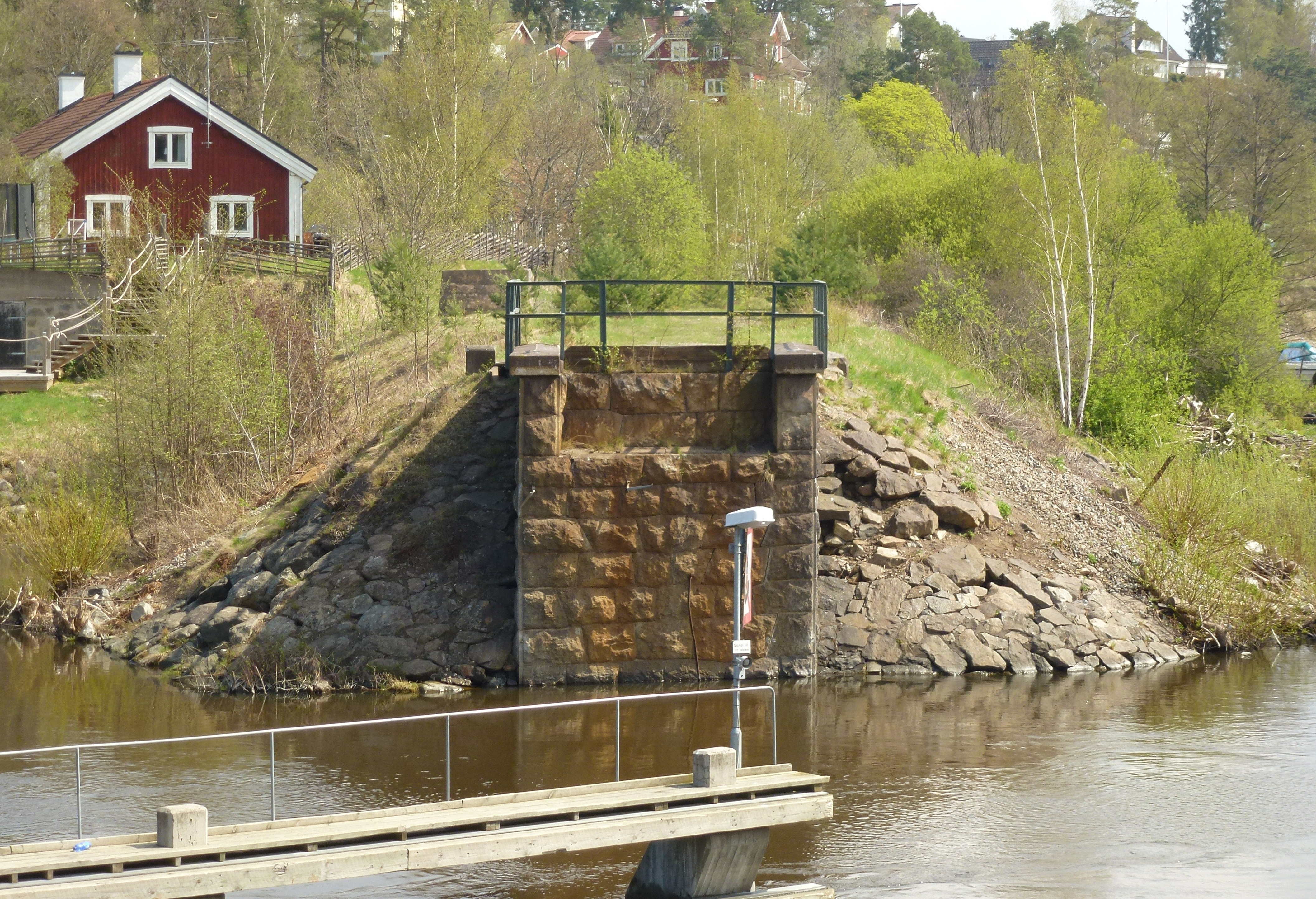
Gamla järnvägsbron (östra brofästet)
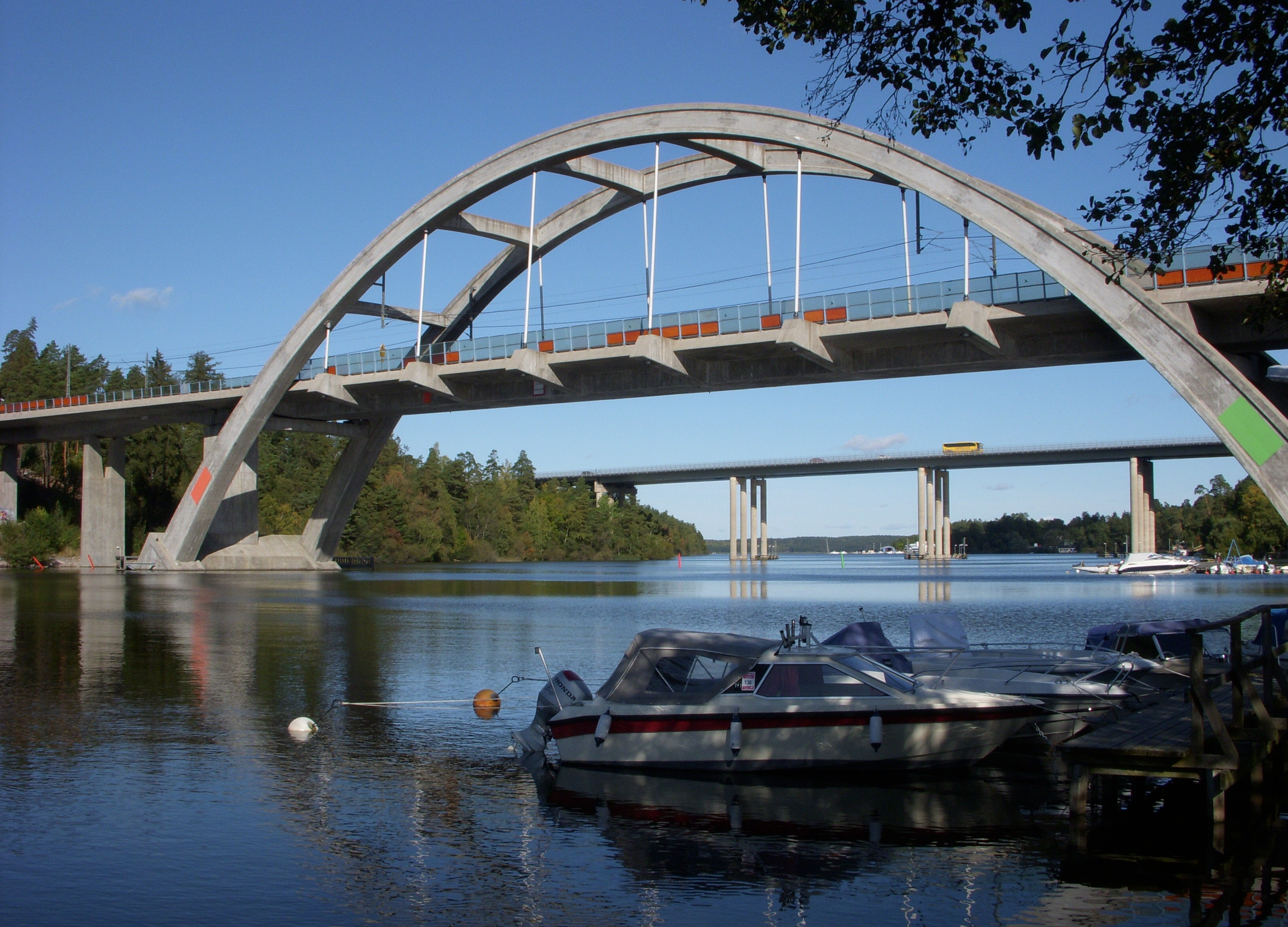
Järnvägsbron från 2001 och motorvägsbron från 1967 i bakgrunden.